# Anisowe
Anisowe (ukr. Анісове) – przystanek kolejowy w miejscowości Anysiw, w rejonie czernihowskim, w obwodzie czernihowskim, na Ukrainie. Położony jest na linii Czernihów – Niżyn.